# Iufaa
Iufaa byl egyptský kněz a správce paláců žijící okolo roku 500 př. n. l., tj. za 27. dynastie (během první perské nadvlády) v pozdní době egyptských dějin. Zemřel ve věku 25-35 let, patrně v důsledku vleklé choroby, která způsobila mimo jiné těžkou osteoporózu.
Jeho mumie byla v roce 1998 objevena v nevykradené hrobce českým egyptologem Ladislavem Barešem. Jde o mimořádný hodnotný objev, neboť je velmi vzácné nalézt hrobku osoby takto vysokého postavení neznehodnocenou vykradači hrobů. Z hrobky bylo získáno mnoho cenných artefaktů a při průzkumu okolí byly následně objeveny i mumie jeho dalších příbuzných. Sama Iufaaova mumie však byla poškozena rozkladem, k němuž došlo v důsledku přílišné vlhkosti.